# Bulbophyllum rhodoglossum
Bulbophyllum rhodoglossum là một loài phong lan thuộc chi Bulbophyllum, được Rudolf Schlechter miêu tả lần đầu năm 1913 tại Repertorium Specierum Novarum Regni Vegetabilis. It is an epiphyte growing in Papua New Guinea on trees in mountain forests around 1000 mét in elevation. The flowers are white, và the labellum red with a yellow tip.